# Jako Mike
Jako Mike (anglicky Like Mike) je americká komedie z roku 2002 režírovaná Johnem Schultzem.

## Děj
Calvin, Murph a Reg jsou tři sirotci, kteří rádi hrají basketball a rádi sledují zápasy v televizi. Při zápasech družstva Knights prodávají občerstvení. Jednoho dne potká trenéra mužstva, kterého ohromí svými znalostmi. Calvin od něho dostane vstupenky na další západ a pár strarých tenisek, které nosil jeden velký basketbalista. Protože na teniskách jsou napsána písmena MJ, Calvin věří, že patřily Michaelu Jordanovi. Ox mu ale tenisky vyhodí a Calvin se je snaží zachránit. Při tom vyletí elektrický oblouk a Calvin získá talent na hraní basketbalu.
Trojice sirotků se účastní zápasu, na který dostali vstupenky, a Calvin je vybrán z diváků, aby swi mohl zahrát basketbal s mužstvem. Calvin svými schopnostmi všechny ohromí a je s ním navázán kontrakt. Calvin najednou může žíti v luxusu, ale uvědomuje si, že to, co po čem vždy toužil, je mít otce. Při hrách se postupně sbližuje s Tracym, postupně se mezi nimi vyvíjí vztah otce a syna.
Ředitel sirotčince má smlouvu, ve které je stanoveno, že Calvinovi peníze půjdou jemu, dokud Calvinovi nebude 18 nebo dokud ho někdo neadoptuje. Protože druhá možnost je pravděpodobá, řeidtel sirotčince schová Calvinovi tenisky a vsadí 100 tisíc dolarů proti mužstvu Knights. Ox ale Calvinovi pomůže tenisky najít.
Mezitím se zápas Knights a Raptors nevyvíjí dobře, Knights prohrávají 59:80. Po zapojení Calvina do hry ale Knihts zvítězí. Calvin se ovšem rozhodne s basketbalem skončit.
Tracy se rozhodne Calvina adoptovat, a protože Calvin nechci přijít o svého kamaráda, Tracy adoptuje i Murpha. Reg je adoptována jinou rodinou, ale všichni tři sirotci zůstávají v kontaktu. Protože ředitel sirotčince prohrál sázku a prohrané peníze nebyly jeho, sirotčinec je převzat družstvem Knights.

## Obsazení
| Bow Wow                                      | Calvin Cambridge         |
| Jonathan Lipnicki                            | Murph                    |
| Brenda Song                                  | Reg Stevens              |
| Morris Chestnut                              | Tracy Reynolds           |
| Robert Forster                               | trenér Wagner            |
| Jesse Plemons                                | Ox                       |
| Julius Ritter (jako Julius Charles Ritter)   | Marlon                   |
| Crispin Glover                               | Stan Bittleman           |
| Anne Meara                                   | sestra Theresa           |
| Eugene Levy                                  | Frank Bernard            |
| Reginald VelJohnson                          | pan Boyd                 |
| Valarie Pettiford                            | paní Boydová             |
| Roqui Theus                                  | mladší dcera Boydových   |
| Roger W. Morrissey (jako Roger Morrissey)    | Marvin Joad              |
| Timon Kyle Durrett (jako Timon Kyle)         | Henderson                |
| Vanessa Williams                             | lékárnice                |
| Stephen Thompson                             | Smith                    |
| Alex Krilov                                  | Krilov                   |
| Rick Ducommun                                |                          |
| David Brown                                  | Jones                    |
| Peter Moret                                  | Sloan                    |
| Faune A. Chambers                            |                          |
| Lance Barber                                 |                          |
| Josef Cannon (jako Josef Canon)              | Segretti                 |
| Kingsley Nwokenbia (jako Kingsley Nwokeabia) | Ngudu                    |
| Justice Smith (jako Jesse Justice Smith Jr.) | Coltrain                 |
| Sarah Christine Smith (jako Sarah Smith)     | roztleskávačka           |
| Sandra McCoy                                 | roztleskávačka           |
| Stacey Harper                                | roztleskávačka           |
| Staci B. Flood (jako Staci Flood)            | roztleskávačka           |
| Addie Yungmee                                | roztleskávačka           |
| Sybil Azur                                   | roztleskávačka           |
| Kimi Bateman                                 | roztleskávačka           |
| Diana Carreno                                | roztleskávačka           |
| Faune A. Chambers                            | roztleskávačka           |
| Karen Elmore                                 | roztleskávačka           |
| Udee McGeoy                                  | roztleskávačka           |
| Sarah Christine Smith                        | roztleskávačka           |
| Hayley Zelniker                              | roztleskávačka           |
| Janelle Pierzina                             | roztleskávačka           |
| Gregory L. Hall                              | Schultz                  |
| Laurent Crawford                             | Grant                    |
| Vince Carter                                 | sám sebe                 |
| Michael Finley                               | sám sebe                 |
| Steve Francis                                | sám sebe                 |
| Allen Iverson (jako Allen E. Iverson)        | sám sebe                 |
| Jason Kidd                                   | sám sebe                 |
| Desmond Mason                                | sám sebe                 |
| Tracy McGrady                                | sám sebe                 |
| Alonzo Mourning                              | sám sebe                 |
| Steve Nash                                   | sám sebe                 |
| Dirk Nowitzki                                | sám sebe                 |
| Gary Payton                                  | sám sebe                 |
| Jason Richardson                             | sám sebe                 |
| David Robinson (jako David M. Robinson)      | sám sebe                 |
| Rasheed Wallace                              | sám sebe                 |
| Gerald Wallace                               | sám sebe                 |
| Chris Webber                                 | sám sebe                 |
| Pat Croce                                    | sám sebe                 |
| Rich Eisen                                   | sám sebe                 |
| Kenny Mayne                                  | sám sebe                 |
| Ahmad Rashad                                 | sám sebe                 |
| Hannah Storm                                 | sama sebe                |
| Tom Tolbert                                  | sám sebe                 |
| Reggie Theus                                 | uvaděč mužstva Knights   |
| Geoff Witcher                                | uvaděč mužstva Knights   |
| Sandra Prosper                               | Janet                    |
| Doug MacMillan                               | trenérův pomocník        |
| Basil Wallace                                | trenérův otec            |
| Courtney Black                               | trenérova matka          |
| Christine Mitges                             | matka v hudebním divadle |
| Stephen Holland                              | otec v hudebním divadle  |
| Fred Armisen                                 | otec                     |
| Julie Brown                                  | matka                    |
| Corey Holcomb                                | otec kamioňák            |
| Nona D. Simpson                              | kamioňákova manželka     |
| Sterfon Demings                              | rastafariánský otec      |
| Keiann Collins                               | rastafariánka            |
| Tucker Smallwood                             | pan Reynolds             |
| James McManus                                | pan Williams             |
| Sarah Whalen                                 | Daisy Daye               |
| Rick Ducommun                                | otec před arénou         |
| Arielle Peterson                             | dítě                     |
| April Peterson                               | dítě                     |
| Miles Koules                                 | chlapec s míčem Knights  |
| Jonathan Wright                              | maskot družstva Knights  |
| Lisa Pasinelli                               | Lisa                     |
| Ryan Thomas                                  | Ryan                     |
| Robert Morris Jr.                            | Robert                   |
| Jon Edwin Wright                             | asistent trenéra         |
| Dwayne Foster                                | asistent trenéra         |
| Tyrone Merriweather                          | asistent trenéra         |
| Sloan Fischer                                | sirotek                  |
| Coltrane Isaac Marcus                        | sirotek                  |
| Bobby Hall                                   | trenér                   |
| Curtis McCoy                                 | trenér                   |
| Joe Crawford                                 |                          |
| James R. Platt                               |                          |
| Charlie Schultz                              | řidič taxíku             |

### Nezmínění v titulcích
Následující herci nejsou zmínění v titulcích:
| Lance Barber         | ředitel                           |
| Joe Bernier          | manažer výbavz Knihts             |
| Susan Chuang         | matka Hallmarková                 |
| William Collins      | hráč NBA                          |
| Peter Cornell        | sám sebe                          |
| Freda Nelson Evans   | fanynka Knihts                    |
| Joel Ewing           | asistent trenéra družstva Raptors |
| André Gordon         | kameraman Rick                    |
| John Marshall Jones  | hráč NBA                          |
| Jimmy Kimmel         | klient                            |
| Charles McClelland   | basketbalový fanoušek             |
| Bobby Pappas         |                                   |
| Sunni-Ali Powell     | obsluha TV přenosu                |
| Vincent Riviezzo     | basketbalový fanoušek             |
| Tyler Romary         | obsluha TV přenosu                |
| Tony Ross            |                                   |
| Daniel Stone         | fanoušek                          |
| Val Tasso            | fanoušek                          |
| John Thompson        | sám sebe                          |
| Craig Tsuyumine      | otec Halmark                      |
| James Tunnicliffe    | fotograf                          |
| Scott 'Scottie' Ward | VIP rocková hvězda                |
| Gary C. Warren       | fanoušek Knights                  |
| Wayne Witherspoon    | Tarmacův vedoucí                  |